# Риботин
Риботи́н — село в Україні, у Коропській селищній громаді Новгород-Сіверського району  Чернігівської області, До 2016 -центр Риботинської сільської ради. Розташований за 2 км від р. Десна та за 4 км від залізничної станції Короп, зі сходу прилягає до центру громади (Риботин та Короп розділяє вулиця). Від 2016 орган місцевого самоврядування — Коропська селищна рада.

## Символіка
На гербі зображена риба (сом) і тин що вказує на назву села (герб є подвійно промовистим). Сом вказує на рибні місця і річку Десна.

## Історія
Згідно з офіційною інформацією, село Риботин було засноване на початку XVII століття на місці старого занедбаного поселення. У реєстрах збору подимного податку (дим — комплекс господарчих будівель, житлового будинку, сільгоспугідь, домашньої худоби, сільськогосподарського інвентарю) 1638-1639 років Риботин мав статус слободи. У 1643-му село значилося в складі Сосницької волості Новгород-Сіверського повіту Чернігівського воєводства. На той момент тут нараховувалося 10 дворів.
Проте жителям Риботина більше подобається версія про заснування села, автором якої є талановитий коропський поет (нині уже покійний) Василь Нікітін. В одному зі своїх творів він «зробив» засновниками села двох місцевих кумів. У розказаній ним історії йдеться про те, що під час розливу Десни (Риботин від неї — за 2 км) затопило їхні подвір’я, а коли вода відійшла, чоловіки побачили, що в їхній спільний тин із верболозу, як у невід, набилося всякої риби. Понесли її продавати на базар у Короп. І — з наївності — розказали, як вона їм дісталася. А невдовзі біля них збудував собі хату рибалка. За ним — й інші: «Так Оверко і Мартин заснували Риботин».
Коропські землі входили до Чернігівського, а згодом – до Новгород-Сіверського князівств. В середині 13 ст. Чернігово – Сіверський край підпав під панування татаро – монголів, а з середини 14 ст. увійшов до складу Литовської держави. З початку 16 ст. він неодноразово переходив то до Польщі, то до Москви. З 1664 року влада Польщі в краї фактично закінчилась. У 1667 році, за Андрусівським перемир’ям, він остаточно відійшов до Росії.
У СКЛАДІ РЕЧІ ПОСПОЛИТОЇ ТА ГЕТЬМАНЩИНИ.
Село Риботин ймовірно, було засноване на початку XVII ст. під час перебування Чернігово-Сіверщини у складі Московської держави.
1619 рік — слобода Риботин, Кологороднього стану, Новгород-Сіверського повіту. На початок липня 1619 року: слобода Риботин — 5 підданих, 10 димів, власник Олександр Пісочинський (староста). З огляду на розвиток бортницького промислу мешканці села щорічно сплачували до царської казни 25 пудів меду. За даними інвентаря, укладеного у 1619 році, під час переходу регіону до складу Речі Посполитої, в Риботині нараховувалось 5 дворів.
В 1635 створюється Чернігівське воєводство, що складається з двох повітів: Чернігівського і Новгородського.
1619-1639 роки — слобода Риботин, Сосницької волості, Новгород-Сіверського повіту, Чернігово-Сіверського воєводства.
У 30-ті роки 17 століття на ці землі потягнулися люди з українського правобережжя та білоруських воєводств Великого князівства Литовського: ремісники та найбільш заповзятлива громада Речі Посполитої – єврейська. Євреї, як орендарі маєтків та корчем, ремісники та купці – швидко заповнили вакансії, що виникли у процесі розвитку шляхетського панування в регіоні.
У цей же час, з-поміж козаків населених місць цього регіону, формується єдиний реєстровий полк на території Чернігово-Сіверщини – Ніжинський.
Під час російсько-польської війни 1632 - 1634 рр. у листопаді 1632 року реєстрові козаки на чолі з сотником Семеном Хорошим, які діяли на боці польського війська займалися будівництвом укріплень поблизу села для захисту від наступу російських військ. Проте вже на початку грудня частина місцевого населення висловила бажання перейти на бік московського царя. Під час військових дій Риботин тимчасово запустів і був повторно осаджений у 1638-1639 рр. за ініціативою новгород-сіверського старости О.Пісочинського. За вказівкою полковника Війська Польського О. Пісочинського його осадними «осаджуються» багато нових населених пунктів. Риботин був заснований на місці старого занедбаного поселення. У реєстрах збору подимного податку 1638 і 1639 рр. Риботин мав статус слободи, а в 1643 році - села у складі Сосницької волості, Новгород-Сіверського повіту, Чернігівського воєводства. На той момент у Риботині нараховувалось 10 дворів.
1648 рік — початок повстання під проводом Б.Хмельницького.
1649 рік — підписання Зборівського договору. Створення Гетьманщини. У 1649–1781 рр. — в складі Коропської сотні Ніжинського полку, був власністю Генеральної військової артилерії.
1648-1649 роки — зменшення ролі Чернігова і, як наслідок, віднесення Новгород-Сіверського повіту до Ніжинського полку.
1654 рік — Переяславська Рада. Початок російсько-польської війни (до 1667 р.). Руїна. Розкол Гетьманату. Вибори Гетьмана Лівобережної України.
Архітектурною домінантою села була дерев'яна Миколаївська церква. Час її побудови, ймовірно, припадає на кінець XVII - початок XVIII ст. Серед священників у 1703-1714 рр. згадувався Ф. Цитович, а у 1733 р. - П.Тихонович та І.Парфеновч. У 1740 р. серед прихожан цього храму нараховувалось 708 чоловіків і 727 жінок, а в 1770 р. - 676 чоловіків і 680 жінок. Церква мала триярусний іконостас, оздоблений іконами авторства місцевих майстрів. До основних елементів церковного начиння Миколаївської церкви належали Тріодь пісна 1648 р., Тріодь цвітна 1666 р., Євангеліє 1697 р. і Апостол 1724 р. На початку ХХ ст. на місці старого дерев'яного храму була зведена нова мурована церква, яка збереглася до нашого часу.
Наприкінці XVIII ст. у Риботині, за даними опису Новгород-Сіверського намісництва 1779-1781 рр. проживали священник Василь Цитович, 2 церковні служителі, 3 різночинці, 15 виборних козаків, 66 козаків-підпомічників. У володінні Генеральної військової артилерії перебувало 66 дворів місцевих селян з 86 хатами, а у підданстві значкового товариша Д.Лебедя перебував і підсусідок.
Село Риботин на підставі універсалу гетьмана Д.Ігнатовича від 11 березня 1669 р. увійшло до складу рангових маєтностей Коропської ратуші. За гетьманування І.Самойловича село відійшло до складу рангових маєтностей Генеральної військової артилерії, у володінні якої залишалося до кінця XVIII ст. Крім того, за даними опису Новгород-Сіверського намісництва, у Риботині існували приватні дрібні володіння значкового товариша Генеральної військової артилерії Д.Лебедя.
З рядових козаків Коропської сотні походив значковий товариш мешканець с. Риботин Федір Лебідь. Його син Денис у 1781 р. мав чин значкового товариша Генеральної військової артилерії. У його володінні перебував хутір Ворожбитівщина, а серед підданих значився і підсусідок. Карпо Денисович Лебідь перебував на посаді коропського сотенного отамана. Після виходу у відставку 7 червня 1779 р. він отримав чин значкового товариша. За даними ревізії 1782 р. у його володінні перебували 8 посполитих, а в наступному році — лише 2.[1]
У СКЛАДІ РОСІЙСЬКОЇ ІМПЕРІЇ.
  1782-1792 роки — село Риботин, Коропського повіту, Новгород-Сіверського намісництва.
  14.05.1783 року — в Лівобережній Україні, колишній Гетьманщині, і Слобідській Україні указом Катерини ІІ було встановлене кріпосне право.
  1792-1802 роки — село Риботин, Коропської волості, Кролевецького повіту, Малоросійської губернії.
 27.02.1802-04.1923 — село Риботин, Коропської волості, Кролевецького повіту, Чернігівської губернії.
  19.02.1861 року російський імператор Олександр ІІ підписав указ про скасування кріпацтва.
  У 1863 році - 113 тимчасово зобов'язаних селян (колишніх кріпаків) села Риботин викупили земельні ділянки розмірами від 6 до 17 десятин орної землі та пасовищ, у поміщика села - Судієнко Михайла Йосиповича.
  У 1866 році — нараховувалося 242 двори, 1157 жителів.
  1885 рік — село Риботин - колишнє державне й власницьке село при річці Риботин, 1793 особи, 313 дворів, 2 православні церкви, 2 постоялих будинки.
  1897 рік – 401 двір, 1792 жителя.
  Наприкінці XIX — поч. XX ст. діяла земська школа.
  Дворяни села Риботин:
Цитович
Савицький
Андрієвський
Соломка
Кострубов
Хорошко
Перемежко
Макуха
Тарасевич
У СКЛАДІ СРСР ТА НЕЗАЛЕЖНА УКРАЇНА.
  У січні 1918 року в селі проголошена радянська влада.
У 1930 році в селі розпочалась колективізація, було створено колгосп імені Чапаєва.
Комсомольська організація створена в 1932 році, партійна — в 1936 році.
 На фронтах Другої світової війни билися з ворогом 500 жителів села, з них 114 чоловік за бойові заслуги нагороджені орденами і медалями. 225 уродженців Риботина загинули.
 Починаючи з 1941 року недалеко від села Оболоння діяв партизанський загін ім. Хрущова, під керівництвом агронома із села Риботин Громенка Сидора, який із своїм загоном часто бував у хуторі Гута. Не дивлячись на жорстокі катування і розстріли, жителі сіл Оболоння і Червона Поляна активно допомагали партизанам, збираючи для них одяг і продукти харчування.
  У 1944 році — у колгоспі імені Чапаєва, працювало 470 чоловік.
  У 1966 році — 1000 дворів; населення - 2890 чоловік (разом із підпорядкованими Риботинській сільраді селами: Подоляки, Сохачі, Станове). В селі містилась центральна садиба колгоспу ім. Чапаєва, за яким закріплено 4933 га землі, в т. ч. 2848 га орної. Вирощувалися зернові й технічні культури. Розвинуте м’ясо-молочне тваринництво. За досягнуті успіхи в розвитку колгоспного виробництва 13 передовиків нагороджені орденами й медалями, з них агроном І. С. Шарий — орденом Леніна. Бригадир колгоспу ім. Кірова (с. Сохачі) Д. Ф. Пальчиковський удостоєний ордена Жовтневої Революції.
 У 1972 році в Риботині була восьмирічна школа, в якій навчалось 239 учнів і працювало 18 учителів, будинок культури на 400 місць, бібліотека, фельдшерсько-акушерський пункт.
 Приблизно до кінця 1973, або початку 1974 року - колгосп у селі Риботин називався імені Чапаєва, у середині 1974 року вже називається "Десна".[7]
 З 1974 року Риботин був центральною садибою колгоспу «Десна», який у 1976 отримав нагороду «Господарство високої культури землеробства». Потім були реформування у КДСП "Нива", Тов «Нива».
 Діє мурована Миколаївська церква (збудована 1904 р.), збереглася і напівзруйнована Гаврилівська церква, чудова середня школа, бібліотека, поштове відділення, 5 продовольчих магазинів, фельдшерсько-акушерський пункт, дитячий садок. ФГ «Обрій. Максименко». Тов «Нива» і особисті селянські господарства.
 У 2011 року — 382 жилі двори, 950 жителів.
12 червня 2020 року, відповідно до розпорядження Кабінету Міністрів України № 730-р «Про визначення адміністративних центрів та затвердження територій територіальних громад Чернігівської області», увійшло до складу Коропської селищної громади.
19 липня 2020 року, в результаті адміністративно-територіальної реформи та ліквідації Коропського району, увійшло до складу Новгород-Сіверського району Чернігівської області.
У жовтні 2022 року школа села отримала від ЮНЕСКО ноутбуки.

## Пам'ятки

### Миколаївська церква
В центрі Риботина височить Миколаївська церква — зразок культової архітектури періоду еклектизму. Мурована, хрещата з гранчастою апсидою. В інтер'єрі — олійний монументальний живопис, п'ятиярусний іконостас. Увінчаний куполом, що тримається на чотирьох основах. Миколаївська церква має форму хреста з притворами, із західного боку розташований хід, його прикривають чотири колони, до яких ведуть широкі сходи. Стіни більше одного метра завтовшки. Ця будова зареєстрована як пам'ятка архітектури XIX століття і охороняється законом.
До початку ХХ ст. на її місці була невелика одноверха дерев'яна церква з іконостасом у три яруси та іконами з срібними ризами. За актами Рихлівської обителі лишилися згадки про священнослужителів старої Миколаївської церкви. В 1703-1714 роках правив Фома Цитович, до 1773 року — Парферій Тихонович, а в 1773-му посвячений Іоанн Парферійович. У 1904 році за ініціативи нашого великого гістолога пана Перемежка, який не проживав на території села, а бував тільки наїздами, спорудали кам'яну одноглаву чотиристопну церкву. В будівництві храму брали участь не тільки майстри, але й місцева громада.
За згадками місцевих старожилів, жінкам за допомогу на будівництві пан Перемежко власноручно дарував дуже гарні хустки, котрі вони зберігали як пам'ять, багато десятків років і лишили разом з переповідками своїм дітям та внукам.
Храм обнесли високим цегляним парканом. Біля церкви збудували дзвіницю, на якій височіли два дзвони. Коли у них били, то дзвін було чути у сусідніх селах.
Під час революційних подій в 1919-1920 роках дзвіницю і паркан зруйнували атеїсти. Дзвони розбили і відправили на переплавку. Більшість ікон, які знаходилися в церкві, революційно настроєна частина населення знищила. Старожили до цього часу пам'ятають те велике багаття біля церкви, в якому горіли духовні цінності. Деяким віруючим вдалося врятувати незначну кількість ікон та священних книг і заховати вдома. Одному жителю вдалося навіть винести Плащаницю.
Під час НЕПу 1921-25 роках приміщення церкви переобладнали під зерносховище, а в 1929 році в ньому відкрили клуб. Зробили в храмі стелю, щоб не було видно розпису.
Під час німецької окупації церква відновила свою роботу, як культова споруда.
Люди принесли ікони які зуміли зберегти під час революційних подій.
В роки Другої світової війни храм дуже значних ушкоджень не зазнав, але під час бомбардування у 1942 році в його стіну влучив осколок бомби, де залишається до нашого часу.
Очевидці тих років згадують, що німецька окупаційна влада наказала місцевим жителям зібратися у приміщенні храму для проведення зборів. При вході до церкви стояли два німецькі солдати, офіцери і решта солдат чекали на населени на дворі. Раптом люди лавиною рушили на втьоки з приміщення. Німці були розгублені і здивовані поведінкою селян.
Потім з'ясувалося, що жителька села Анастасія Медвідь, володіючи німецькою мовою, підслухала розмову фашистського керівництва про те, що вони хотіли підірвати церкву. Вона послала своїх синів Юхима та Федора до храму, і ті розповіли жителям про лихі наміри фашистів. Плани було зірвано.
Першим священником, який почав правити службу у церкві, був Данила Матвієвський. А по закінченню війни призначено отця Кирила Степановича (в минулому військового льотчика), котрий служив до кінця 70-х років. Він відзначився високими релігійними і моральними якостями. Після смерті отця Кирила на службі були отці Василій, Стефан, Георгій та інші.
Сьогодні у Миколаєвській церкві править отець Миколай (Джуган). Проводить недільні та святкові служби, вінчання, похорони.
На святого Миколу Чудотворця до церкви приходять вихованці Риботинського дитячого садка, влаштовують невеликі концерти на релігійну тему. А отець Миколай дарує діткам іконки та солодкі "миколайчики".[8]
Священнослужителі Миколаївської церкви:
1703-1714 роки — священник Фома Цитович.
?-1773 роки — священник Парферій Тихонович.
1773-? роки — священник lоанн Парферійович.
?-1786-1805 роки — священник Василь Цитович.
Після 1786, 1789-1796-? роки — дяк Лаврентій Буслевський.
1806 рік —  священник lоанн Яснопольський.
10.1806-1825-? роки — священник Антоній Шкляревський.
?-1806-1807-? роки —  диякон Микита Стефановський.
?-1836-1845-? роки — священник Сергій Іванович Шиянов.
?-1836-? роки — диякон Микита Семенод.
?-1875 роки — священник Іоанн Андрійович Барадулін.
1876-1889 роки — священник Михайло Андрійович Барадулін.
1889-1929 роки — священник Данило Іванович Матвієвський.
1929-1933 роки - священник Іван Феодосійович Медведев (20.10.1881-18.01.1977 p.) (у 2011 році канонізований — преподобний Феофан Рихловський).
1942-1944 роки — священник Данило Іванович Матвієвський.
1944-1978 роки — священник Кирило Степанович Прокопенко.
2003-н.ч. — священник Микола Михайлович Джуган.

### Гаврилівська церква
На жаль, історичних фактів про неї лишилося дуже мало. Не за пам'яті сьогоднішніх жителів у ній проходили богослужіння.
Відомо, що цей мурований храм у 1855 році збудував поміщик Семен Гаврилович Єрофеєв на колишньому кладовищі над прахом своїх батьків. Церква була дуже гарною, оснащеною пристойним начинням, іконами, писаними художниками.
За переказами жителів, навколо храму росло стільки вишень, що весною коли вони цвіли, здавалося, ніби все кладовище облите молоком.
Богослужіння в Гаврилівській церкві проводили до часів завершення будівництва Миколаївської церкви. А з часом, після відкриття нового храму Господнього, Гаврилівську церкву було закрито. Хоча в приміщенні ще довгий час зберігалося майно та церковні реліквії, навіть килими на підлозі лежали. А жителі Риботина влітку на Гаврила, ще довгий час ходили храмувати до односельців на Болото.
Розграбовувати і знищувати цінні речі в Гаврилівській церкві революційно настроєні жителі почали в той же період, що і в Миколаївській.
В 1950-х роках в приміщенні цієї духовної споруди працювала сільська електростанція, а пізніше до середини 90-х років тут діяв млин.
Колишній керівник місцевого сільгосппідприємства «Нива» Микола Кузьмич Максименко у 80-х роках хотів реставрувати Гаврилівську церкву. До кінця квітня 1989 року проектанти з Києва під наглядом архітектора Михайла Півня розробили проект. Але задуму реалізуватися так і не вдалося. Радянський Союз розпався, настали часи хаосу і в цьому хаосі розтанули мрії про відтворення місцевої духовної спадщини Риботина.[8] 

## Сьогодення
Діє мурована Миколаївська церква (збудована 1904 р.), збереглася і напівзруйнована Гаврилівська церква, чудова середня школа, бібліотека, поштове відділення, 5 продовольчих магазинів, фельдшерсько-акушерський пункт, дитячий садок. ФГ «Обрій. Максименко». Тов «Нива» і особисті селянські господарства.

## Персоналії
- Олександр Усик — український боксер, провів своє дитинство у селі Риботин, пішов у перший клас до сільської школи і провчився до 4 класу.

Уродженцями села є Перемежко Петро Іванович — український гістолог, професор і завідувач кафедри гістології Київського університету Святого Володимира; зробив незалежне відкриття мітозу і Слинько Максим Олександрович — український митець (майстер вишивки авторською гладдю), юрист, публіцист, співавтор книги «Нескінченність — людині» (проза, поезія), автор багатьох есе соціального і філософського спрямування.